# Шкода фабија
Шкода фабија (чеш. Škoda Fabia) је аутомобил који производи чешка фабрика аутомобила Шкода. Производи се од 1999. године. Фабија је мали путнички аутомобил и долази као наследник успешног модела Шкода фелиција. Тренутно се производи четврта генерација.

## Историјат

### Прва генерација (1999–2007)
Шкода фабија је први пут представљена 14. септембра 1999. године на сајму аутомобила у Франкфурту. На тржишту се појавила децембра 1999. године. Доступна је у неколико верзија каросерије, са пет врата компакт, караван (од јесени 2000), лимузина (од 2001), практик, ова верзија модела фабија је караван са само два седишта, иза којих је решетка, која одваја теретни простор, а производња је почела 2002. године. Ова верзија је имала бензинске моторе 1.2 HTP, 1.2 12V HTP, 1.4 MPI и дизел мотор 1.9 SDI.
Прва генерација фабије је августа 2004. године добила рестајлинг. Добила је нови волан, од друге генерације модела октавија, нови предњи браник са округлим магленкама, задња седишта су добила трећи наслон за главу, и нове пресвлаке. У априлу 2007. године направљен је двомилионити аутомобила фабије, а 13. априла 2007. је окончана производња прве компакт генерације, а остале каросеријске верзије су се производиле још неко време.

#### Мотори
| Модел      | Запремина | Цилиндри/ вентили | Снага          | Година производње | Верзије                |
| Бензин     | Бензин    | Бензин            | Бензин         | Бензин            | Бензин                 |
| ---------- | --------- | ----------------- | -------------- | ----------------- | ---------------------- |
| 1.0        | 997 cm³   | 4/8               | 37 kW / 50 КС  | 12/1999–04/2000   | хечбек                 |
| 1.2 HTP    | 1198 cm³  | 3/6               | 40 kW / 54 КС  | 08/2002–12/2006   | хечбек                 |
| 1.2 HTP    | 1198 cm³  | 3/12              | 47 kW / 64 КС  | 01/2003–12/2007   | хечбек, караван, седан |
| 1.4 MPI    | 1397 cm³  | 4/8               | 44 kW / 60 КС  | 04/2000–04/2003   | хечбек, караван        |
| 1.4 MPI    | 1397 cm³  | 4/8               | 50 kW / 68 КС  | 12/1999–04/2003   | хечбек, караван, седан |
| 1.4 16V    | 1390 cm³  | 4/16              | 55 kW / 75 КС  | 04/2000–12/2007   | хечбек, караван, седан |
| 1.4 16V    | 1390 cm³  | 4/16              | 59 kW / 80 КС  | 04/2006–12/2007   | караван, седан         |
| 1.4 16V    | 1390 cm³  | 4/16              | 74 kW / 101 КС | 12/1999–12/2007   | хечбек, караван, седан |
| 2.0        | 1984 cm³  | 4/8               | 85 kW / 115 КС | 11/2000–12/2007   | хечбек, караван, седан |
| 2.0        | 1984 cm³  | 4/8               | 88 kW / 120 КС | 1999–2000         | хечбек                 |
| Дизел      |           |                   |                |                   |                        |
| 1.9 SDI    | 1896 cm³  | 4/8               | 47 kW / 64 КС  | 12/1999–09/2005   | хечбек, караван, седан |
| 1.4 TDI    | 1422 cm³  | 3/6               | 51 kW / 70 КС  | 09/2005–12/2007   | хечбек, караван, седан |
| 1.4 TDI    | 1422 cm³  | 3/6               | 55 kW / 75 КС  | 06/2003–09/2005   | хечбек, караван, седан |
| 1.4 TDI    | 1422 cm³  | 3/6               | 59 kW / 80 КС  | 09/2005–12/2007   | хечбек, караван, седан |
| 1.9 TDI    | 1896 cm³  | 4/8               | 74 kW / 100 КС | 12/1999–12/2007   | хечбек, караван, седан |
| 1.9 TDI RS | 1896 cm³  | 4/8               | 96 kW / 130 КС | 06/2003–12/2006   | хечбек                 |

#### Галерија
- хечбек
- хечбек
- седан
- седан
- караван

### Друга генерација (2007–2014)
Марта 2007. године на салону аутомобила у Женеви представљена је фабија друге генерације (интерна ознака 5Ј), а од априла је у продаји. Фабија друге генрације има исту платформу као прва генерција, и зато се много не разликују по величини, нова је 22 мм дужа и 47 мм виша, а око 4 мм ужа. Запремина пртљажника је повећна за 40 l, на 300 l. Екстеријер је добио динамичнији и робуснији изглед. Предњи део је оптички проширен новим обликом фарова и магленкама са функцијом за дневно осветљење. Друга генрација је доступна у две каросеријске верзије, компакт и караван (од септембра 2007). Лимузина није планирана у другој генерацији.
На Euro NCAP креш тестовима аутомобил је 2007. године добио четири од максималних пет звездица за безбедност.

#### Мотори
| Модел       | Запремина | Цилиндри/ вентили | Снага           | Година производње | Верзије |
| Бензин      | Бензин    | Бензин            | Бензин          | Бензин            | Бензин  |
| ----------- | --------- | ----------------- | --------------- | ----------------- | ------- |
| 1.2 HTP     | 1198 cm³  | 3/6               | 44 kW / 60 КС   | 03/2007–10/2011   |         |
| 1.2 12V HTP | 1198 cm³  | 3/12              | 44 kW / 60 КС   | од 11/2011        |         |
| 1.2 12V HTP | 1198 cm³  | 3/12              | 51 kW / 70 КС   | од 03/2007        |         |
| 1.2 TSI     | 1198 cm³  | 4/8               | 63 kW / 86 КС   | од 03/2010        |         |
| 1.2 TSI     | 1197 cm³  | 4/8               | 77 kW / 105 КС  | од 03/2010        |         |
| 1.4 16V     | 1390 cm³  | 4/16              | 63 kW / 86 КС   | од 03/2007        |         |
| 1.4 TSI RS  | 1390 cm³  | 4/16              | 132 kW / 180 КС | од 08/2010        |         |
| 1.6 16V     | 1598 cm³  | 4/16              | 77 kW / 105 КС  | 03/2007–04/2010   |         |
| Дизел       |           |                   |                 |                   |         |
| 1.2 TDI     | 1199 cm³  | 3/12              | 55 kW / 75 КС   | од 06/2010        |         |
| 1.4 TDI     | 1422 cm³  | 3/6               | 51 kW / 70 КС   | 03/2007–04/2010   |         |
| 1.4 TDI     | 1422 cm³  | 3/6               | 59 kW / 80 КС   | 03/2007–04/2010   |         |
| 1.6 TDI     | 1598 cm³  | 4/16              | 55 kW / 75 КС   | од 03/2010        |         |
| 1.6 TDI     | 1598 cm³  | 4/16              | 66 kW / 90 КС   | од 03/2010        |         |
| 1.6 TDI     | 1598 cm³  | 4/16              | 77 kW / 105 КС  | од 03/2010        |         |
| 1.9 TDI     | 1896 cm³  | 4/8               | 77 kW / 105 КС  | 03/2007–04/2010   |         |

#### Галерија
- хечбек
- хечбек
- караван

### Трећа генерација (2014–2021)
Трећа генерација фабије је представљена на сајму аутомобила у Паризу у октобру 2014. године. Рађен је по препознатљивом дизајну као модели рапид и октавија треће генерације. Направљена је на заједничкој платформи Фолксваген групације, названој МБ. Дужина је остала иста као претходна генерација (4.000 мм), али је зато шира (1.680 мм) и нижа (1.450 мм). Коефицијент отпора је 0,29. Маса је смањена са 1.015 на 980 кг због примене лакших, али чвршћих материјала.
У фабију III уграђиваће се економични и еколошки мотори, и то бензински 1.0 троцилиндраш са 60 и 75 КС, затим 1.2 TSI са четири цилиндра од 90 и 110 КС. Сви су опремљени турбопуњачима с директним убризгавањем. Од дизела имаће троцилиндрични 1.4 TDi са 75, 90 и 105 КС. Верзија 1.4 TDI GreenLine, са 75 КС имаће системе за додатну уштеду, регенеративно кочење и старт-стоп систем, и биће додатно снижен за 10 мм, уз другачије спојлере и усиснике ваздуха.

#### Галерија
- хечбек
- караван
- унутрашњост
- спортска фабија R5
- спортска фабија R5
- после редизајна
- после редизајна – хечбек
- после редизајна – караван

### Четврта генерација (2021–)
Четврта генерација је представљена у пролеће 2021. као хечбек. Званично је пуштен у продају на чешком тржишту у четвртак, 16. септембра 2021. године. Првобитно је била планирана и караван верзија, али је њен пројекат отказан у августу 2021. Хечбек фабија је нешто дужа, са пртљажником повећаном за 50 литара на 380 л. Направљен је на платформи МКБ А0, коју већ користе актуелна генерација аутомобила Фолксваген поло, Сеат ибица или Шкода скала. Шкода у свом саопштењу за јавност помиње и чињеницу да се аутомобил више не нуди са дизел мотором. Мотори су упарени са пето- и шестостепеним мануелним или седмостепеним ДСГ мењачем са двоструким квачилом. Аутомобил је дизајнирао тим Оливера Стефанија.
- хечбек
- унутрашњост

### Спортска верзија
Од 2004. године Шкода фабија се производи у спортској верзији РС. Фабија РС (Fabia RS) има основу компакт верзије, али је дизајн прилагођен спортском аутомобилу. Фабија РС има интегрисан спојлер у стилу модела WRC, а унутрашњост је спортска са спортским седиштима. Дизел мотор запремине 1,9 литара, који је покреће користи технологију џет убризгавања, има шестостепени мењач који обезбеђује мотору не само снагу, него и нижу потрошњу. Током четири године производње произведено је 21.551 јединица верзије РС.
Спортска верзија треће генерације РС се очекује на јесен 2015. године.